# Aéroport de Vichy-Charmeil
L’aéroport de Vichy - Charmeil (code IATA : VHY • code OACI : LFLV) est un aéroport ouvert à la circulation aérienne publique (CAP), situé sur les communes de Charmeil et de Saint-Rémy-en-Rollat à 5 km au nord-nord-ouest de Vichy dans l’Allier (région Auvergne-Rhône-Alpes, France).
D'une superficie de 130 ha, sa piste de 2 200 m de long par 45 m de large permet l’accès de gros porteurs civils ou militaires. Le Concorde y a fait escale le 9 septembre 1983.
L’aéroport accueille l'aéroclub de Vichy, Vichy-ulm, Vichy Planeur Club ainsi que l’aéro-club du Val d'Allier-Vichy. Il n'y a actuellement pas de ligne commerciale régulière.
L’aéroport est régulièrement le siège de manifestations sportives ou de démonstration (parachutisme, voltige, etc.).

## Histoire

### L'aéroport de Vichy-Rhue
Sous l'impulsion de Joseph Aletti, propriétaire de plusieurs grands hôtels à Vichy et promoteur de la station thermale, le syndicat d'initiative de la ville avec le soutien de l'Automobile Club et de la commune, décide en janvier 1909 de la création de l’aéro-club de Vichy et acquiert un terrain d'une centaine d'hectares aux îles d'Abrest (l'actuelle presqu'île de la Croix-Saint-Martin), sur les bords de l'Allier, au sud de la ville, terrain que Louis Blériot visitera.
En juillet de la même année y est organisé le premier meeting aérien auquel participent Louis Paulhan et Paul Tissandier. D'autres meetings suivront dont celui de 1912 suivi par 15 000 spectateurs, venus voir entre autres Roland Garros alors recordman d'altitude (5 000 m).
La Première Guerre mondiale met un terme aux activités aériennes de l'aérodrome. Mais en 1927, avec le développement de l'aviation commerciale et toujours sous l'impulsion de Joseph Aletti, naît le projet de la construction d'un nouvel aérodrome qui voit le jour en 1929, l'aérodrome de Vichy-Rhue, à 6 km au nord de Vichy sur la commune de Creuzier-le-Vieux (sur l'actuel emplacement de la zone industrielle de Vichy-Rhue).
En 1932, le projet d'y installer un véritable aéroport est lancé, financé par la Compagnie fermière de Vichy. La création de cet aéroport, dont Henri Péquet devient en 1934 le directeur et le chef-pilote voit apparaître des lignes régulières avec un Paris-Vichy hebdomadaire assuré par Air France, un Lyon-Vichy quotidien, souvent assuré par un Farman F.190, un Genève-Vichy via Lyon.
La Seconde Guerre mondiale marque un coup d'arrêt. Fin 1943, les Allemands qui craignait un départ ou un enlèvement de Pétain, renforcèrent les contrôles et la sécurité de Vichy et de ses environs.
En novembre 1943, mandaté par Adolf Hitler, Otto Skorzeny eut pour mission de vérifier cette sécurité et d'empêcher toute opération commando alliée. Il renforça ainsi la sécurité de l'aérodrome ou deux compagnies de Kommando et deux compagnies de la 9e SS Panzerdivision Hohenstaufen s'installèrent. En août 1944, les Allemands détruisent l'aéroport avant d'évacuer la ville. L'aéroport sera rouvert l'année suivante et le 1er août 1946, le maire Louis Moinard est là pour accueillir le premier vol en provenance de l'aéroport d'Alger-Maison Blanche via Marignane assuré par un Junkers Ju 52 avec 22 passagers à bord, ligne qui deviendra régulière dès l'année suivante.
En 1950, pour faire face à l'essor du trafic, la recherche d'un nouveau terrain est lancé pour construire une piste plus longue.

### L'aéroport de Vichy-Charmeil
Le 21 août 1954 ouvre le nouvel aéroport de Vichy-Charmeil, juste de l'autre côté de l'Allier, sur la commune de Charmeil, avec une piste longue de 1 600 m.
Le vol inaugural est l'arrivée d'un Breguet Deux-Ponts de la compagnie Air-France en provenance d'Oran via Lyon. L'aéroport assure alors des liaisons avec la côte d'Azur, la Suisse et surtout l'Afrique du Nord avec les villes de Casablanca, Rabat, Tunis, Alger et Oran (les Pieds noirs et la bourgeoisie arabe constituent alors une importante clientèle de la station thermale), puis Vichy-Londres.
Par exemple, en 1959, Air France effectuait la desserte sans escale de Vichy à Alger en Douglas DC 4 en 3 h 25, Casablanca en direct en Lockheed Constellation 749 en 6 h de vol.
L'aéroport et le restaurant de son aérogare s'imposent comme des hauts lieux de la vie vichyssoise. Mais l'indépendance de l'Algérie, la baisse de fréquentation de la station thermale et surtout le choc pétrolier mettent fin aux liaisons aériennes régulières.
Au début des années 1960, la compagnie britannique Skyways Coach Air (devenue en 1971, Skyways International puis Dan-Air Skyways en 1972 et enfin Dan-Air en 1974) assure une ligne saisonnière vers Lympne dans le Kent en Grande-Bretagne. L'avion réalise la route Montpellier-Vichy-Lympne ou comme plus tard, Vichy-Tours-Lympne puis Vichy-Lympne direct en Douglas DC-3 dès 1964.
Lors du Festival du commerce de Vichy, le Vendredi 9 septembre 1983, le Concorde F-BVFC d'Air France effectuait une escale à Vichy pendant plus de 3 heures devant plus de 10 000 privilégiés lors d'un voyage organisé par le Rotary-Club entre Paris-CDG et Monastir en Tunisie. La centaine de passagers avaient volé à 900 km/h entre Paris et Vichy. Les fonds recueillis via "Aviation Sans Frontières" avaient été reversés à un bonne cause.
En 2021, l'aéroport reçoit plusieurs personnalités politiques tel que le Premier ministre Jean Castex en Janvier 2021, et le Prince Albert II de Monaco en juillet 2021.

## Évolutions
Dans le projet d’agglomération de Vichy Val d'Allier 2001 - 2008 - 2014, une réflexion a été lancée pour voir si l’aéroport de Vichy-Charmeil est véritablement un atout stratégique pour l’attractivité économique et touristique de ce territoire et surtout s’il représente toujours un axe fort de développement : « Une perspective intéressante pour l’aéroport de Vichy-Charmeil pourrait être la recherche de coûts de fonctionnement très bas (dans une logique touristique notamment) avec le lowcost. De manière plus générale, une réflexion doit être engagée en complémentarité avec l’aéroport régional et il faut rechercher une liaison plus rapide entre Vichy et Aulnat (il serait par exemple innovant et utile de mettre en place un système de pré-enregistrement). Dans cette attente, il est nécessaire de veiller à ce que les activités du site restent par ailleurs compatibles avec la proximité d’un environnement naturel d’une qualité remarquable (site de la Boire des Carrés notamment). »

## Installations
L’aéroport dispose d’une piste bitumée orientée sud nord (01/19), longue de 2 200 m et large de 45. Elle est dotée :
En piste 01 :
- D'une approche NDB
- D'une approche RNAV.

L’aérodrome n’est pas contrôlé mais dispose d’un service d’information de vol (AFIS). Les communications s’effectuent sur la fréquence de 121,405 MHz. Il est agréé avec limitations pour le vol à vue (VFR) de nuit et le vol aux instruments (IFR) de jour uniquement.
S’y ajoutent :
- une aire de stationnement ;
- une terminal situé sous la tour de contrôle ;
- des hangars ;
- une station d’avitaillement en carburant (100LL)[15]d'une capacité de 50 000 litres.

## Activités

### Transports réguliers ou saisonniers
Il n'y a plus de ligne commerciale au départ de la plateforme. Il reste néanmoins des compagnies qui assurent des vols commerciaux à la demande tout au long de l'année.
Dans les années 1930, Air France assurait les liaisons avec Paris/Le Bourget ainsi que Lyon et Genève.
Après la Deuxième Guerre mondiale, la STERO (Société de Transports Aériens de la Région Ouest) faisait escale à Vichy sur la ligne Nantes - Lyon via La Rochelle et Niort en Douglas DC-3.
Dans les années 60 et pendant plusieurs années, la compagnie Skyways Coach-Air assurait des liaisons saisonnières vers Londres-Luton et Lympne dans le Kent en Douglas DC-3 ou Avro 748.
A la fin des années 1960, la compagnie de transport "Escadrille Mercure" qui avait sur Vichy un détachement permanent, assurait une ligne régulière vers Lyon.
Air Inter desservait Vichy en saisonnier dans les années 1960 de Paris-Orly (en Fokker 27 en 1969), la ligne Paris -Vichy-Nice (en 1964 et 1973 en Viscount),, Deauville-Vichy-Nice (en 1966 en Viscount).
En 1973, Air Alpes assurait une ligne vers Saint-Etienne.
Il existait dans les années 70, une grosse activité charters vers les Baléares en DC-9 ou Caravelle XII totalisant par exemple 6 000 passagers en 1977.
En 1983 et jusqu'au début des années 1990, la compagnie TAT assurait des liaisons vers Paris, Nice et Biarritz,.
À la fin des années 1980 et au début des années 1990, Vichy Air Transport assurait une rotation vers Paris-Le Bourget puis sur la fin vers Paris-Orly, plusieurs fois par semaine, ciblant la clientèle d'affaires .
En 1998, la compagnie Flandre Air assurait des liaisons saisonnières vers Nice.

### Autres
- Voltige aérienne : Entraînements de l'équipe de France et manifestations comme les championnats de France de Parachutisme.
- Vols touristiques.
- Ecoles de pilotages: Aéro-Club du Val d'Allier-Vichy, Aéro-Club de Vichy et Vichy ULM.
- Baptêmes de l'air: Aéro-Club du Val d'Allier-Vichy, Aéro-Club de Vichy.

## Galerie

### Photographique

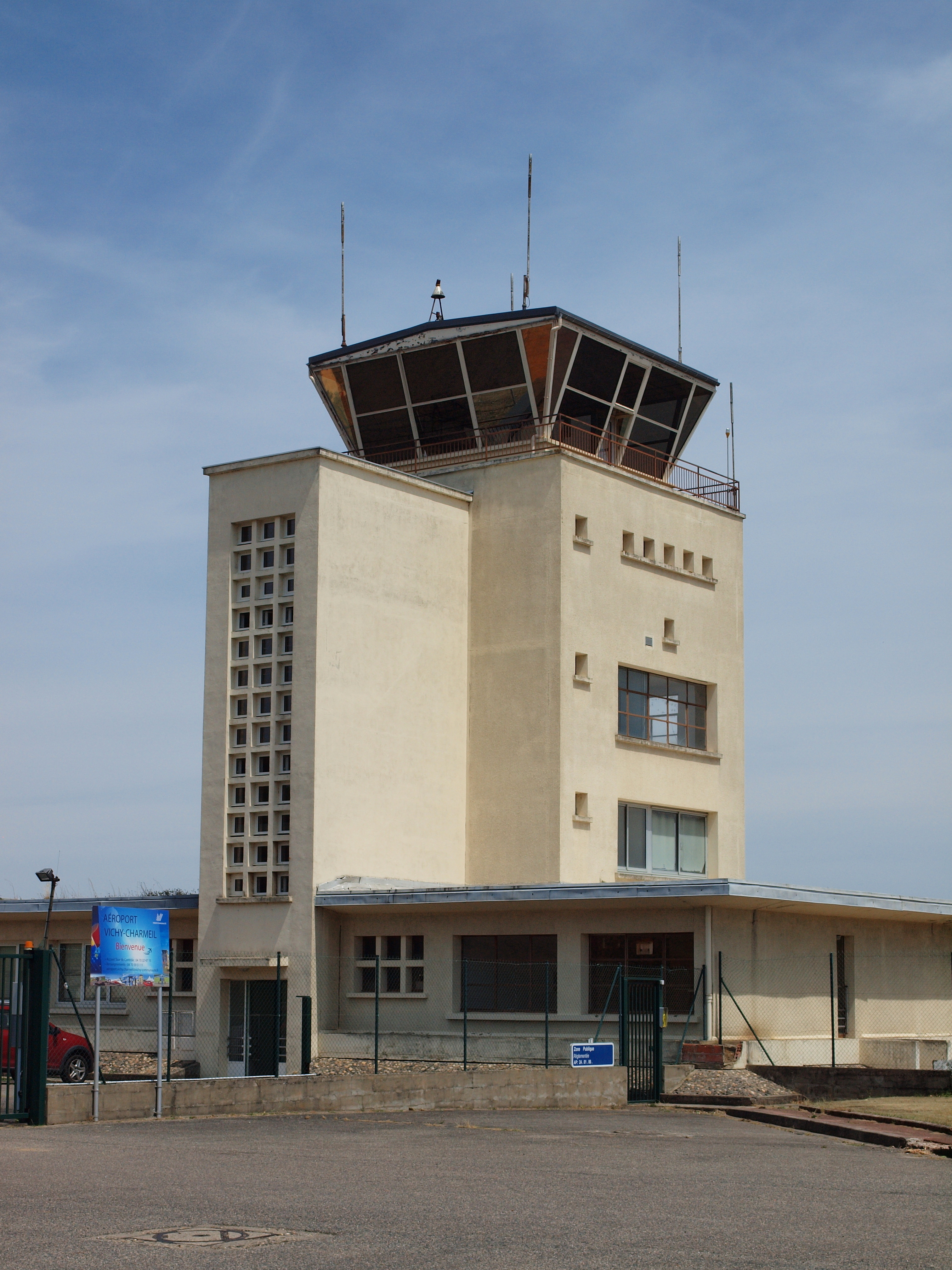
Tour de contrôle de Vichy-Charmeil en 2019
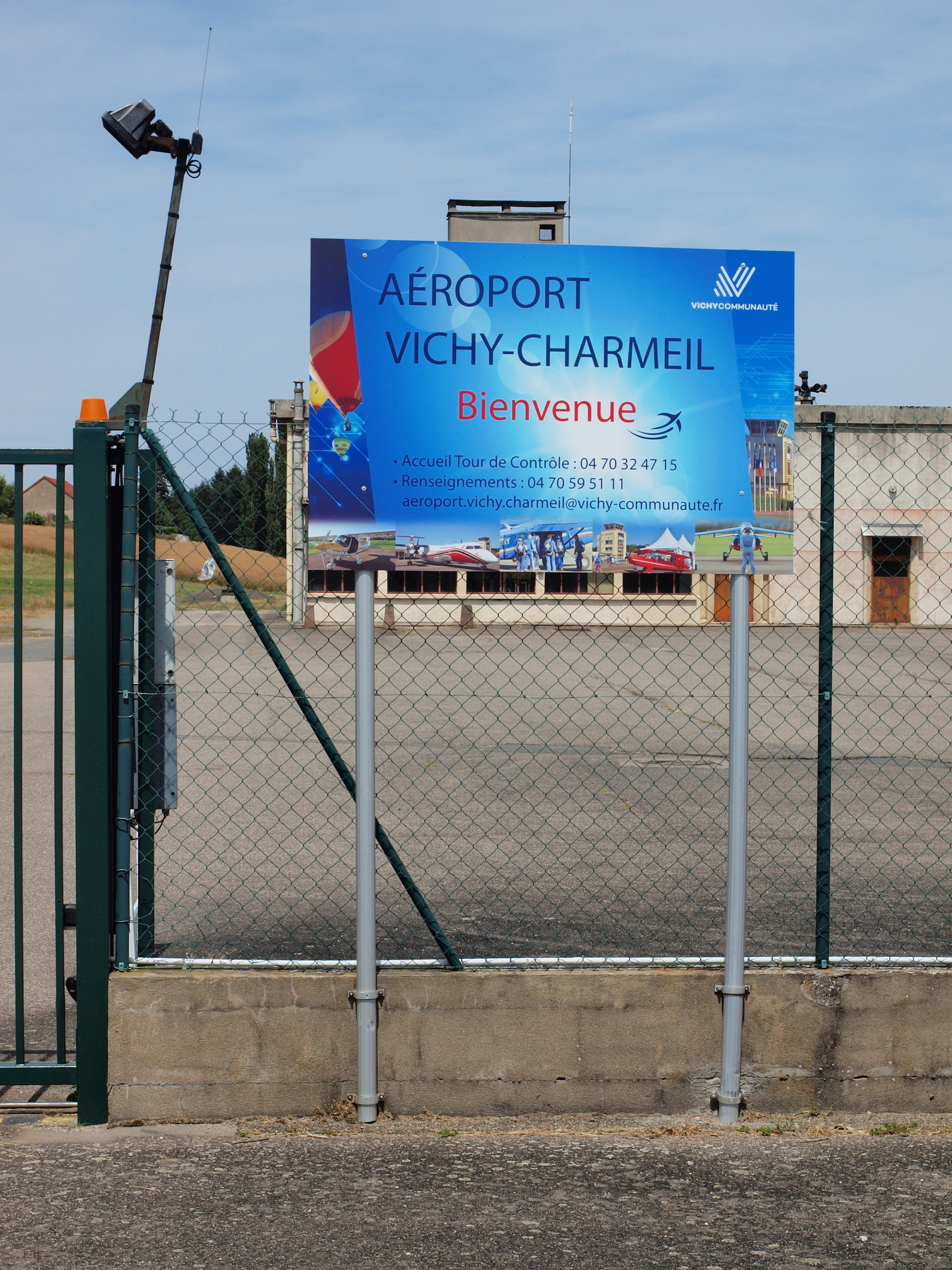
Entrée parking du bloc technique où se trouve la tour de contrôle de Vichy-Charmeil en 2019
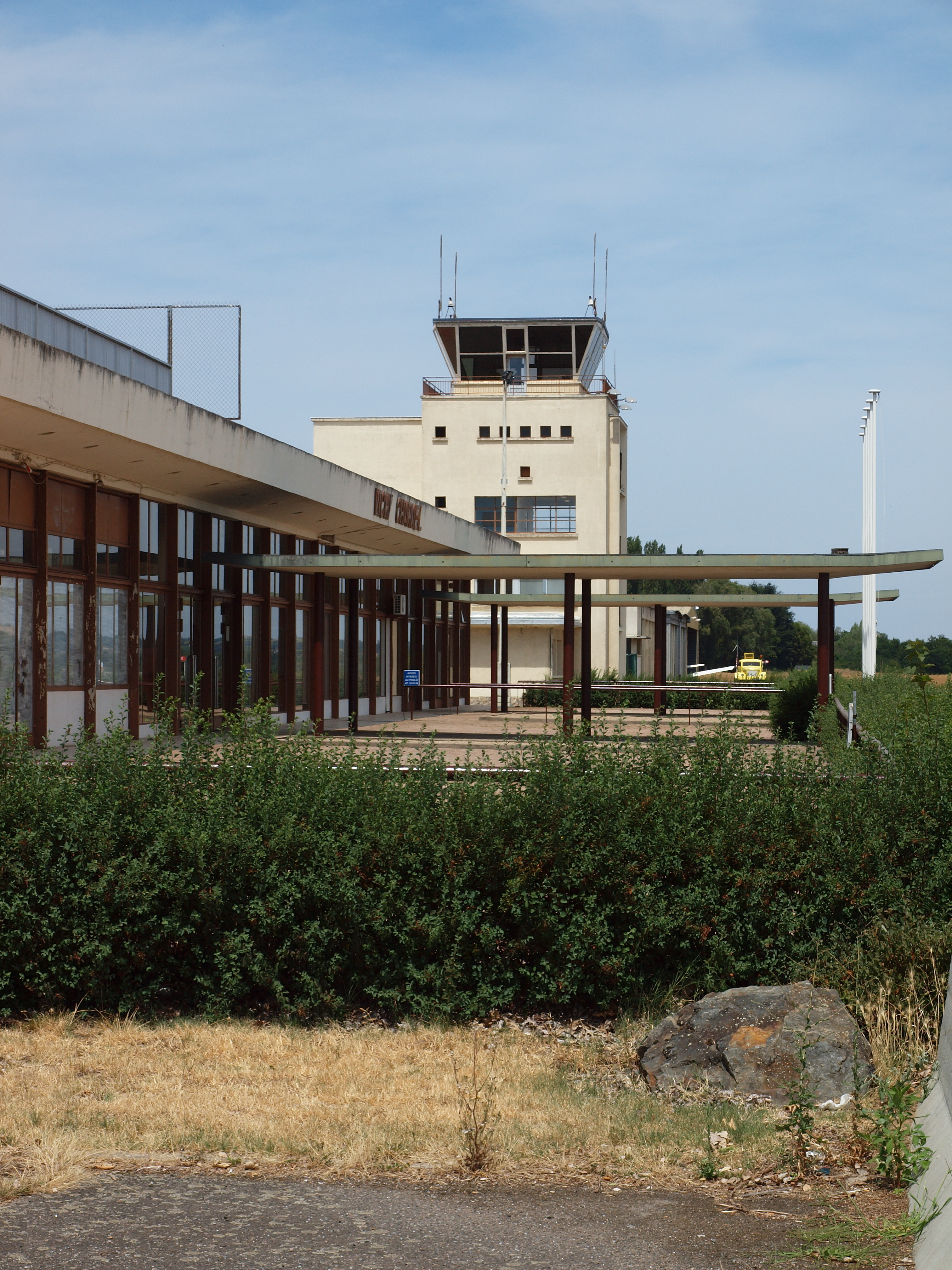
Aérogare et tour de contrôle côté piste de Vichy-Charmeil en 2019
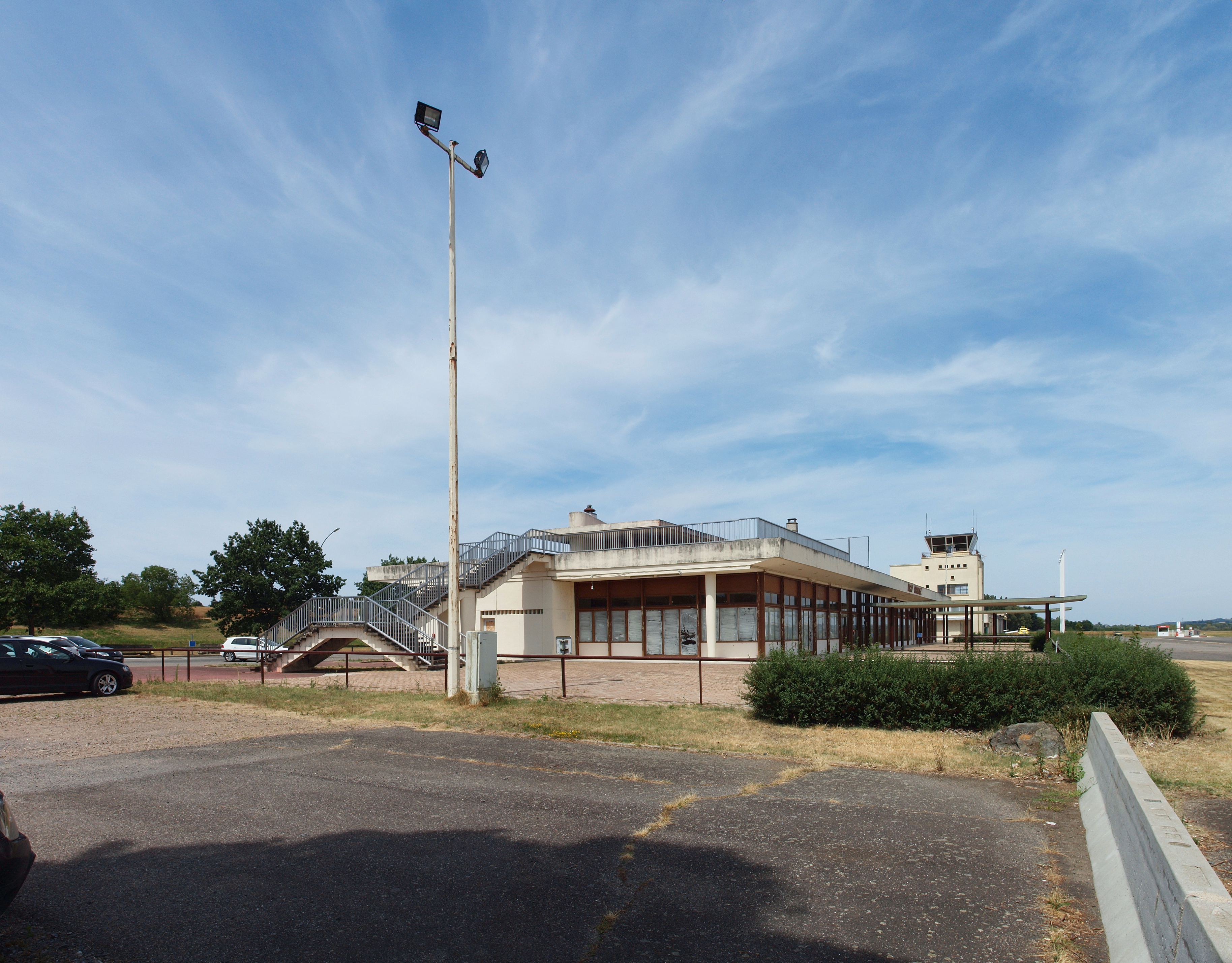
Aérogare de Vichy-Charmeil donnant sur l'aire de stationnement avions en 2019
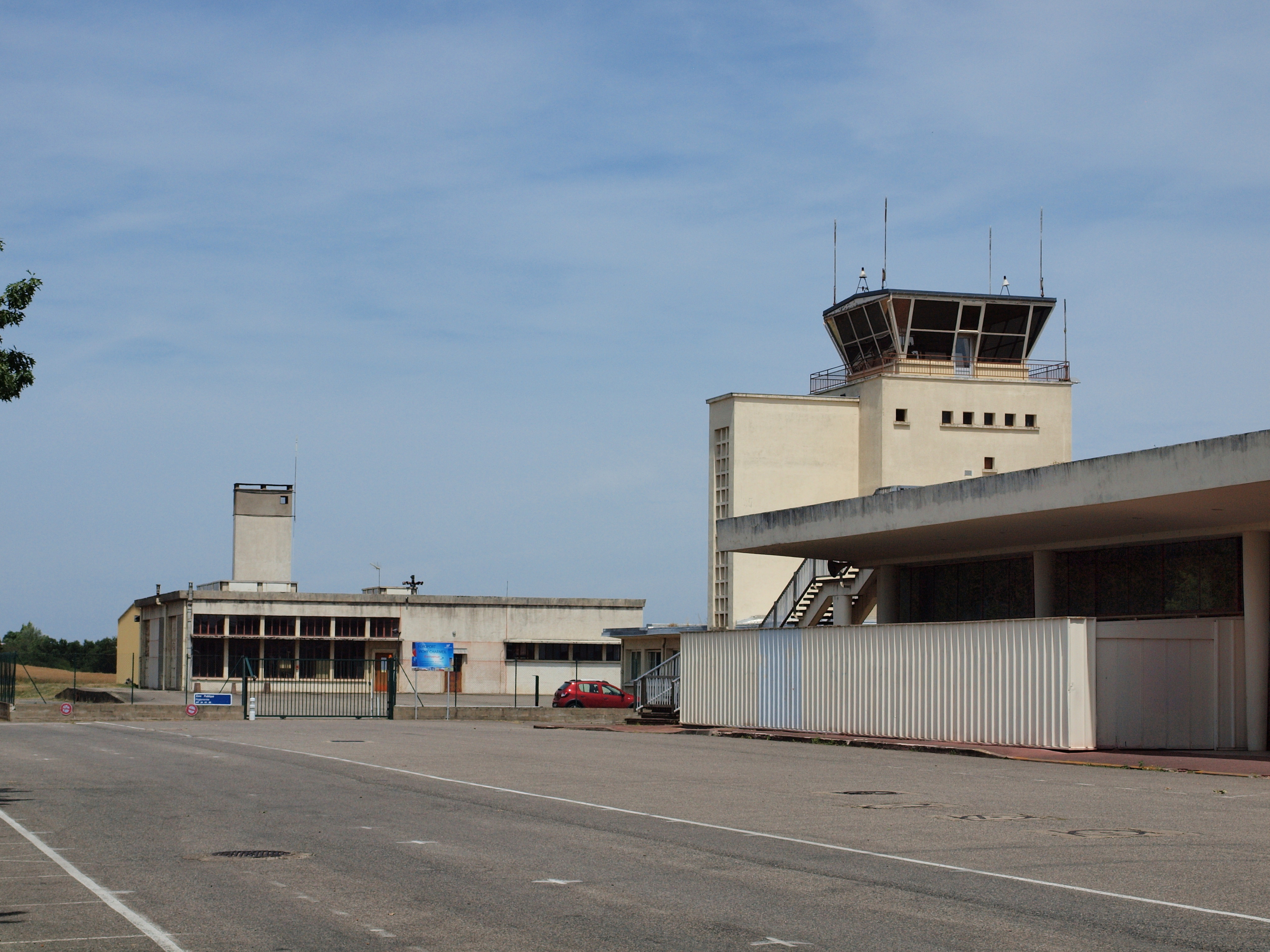
Aérogare de Vichy vue du parking voitures en 2019
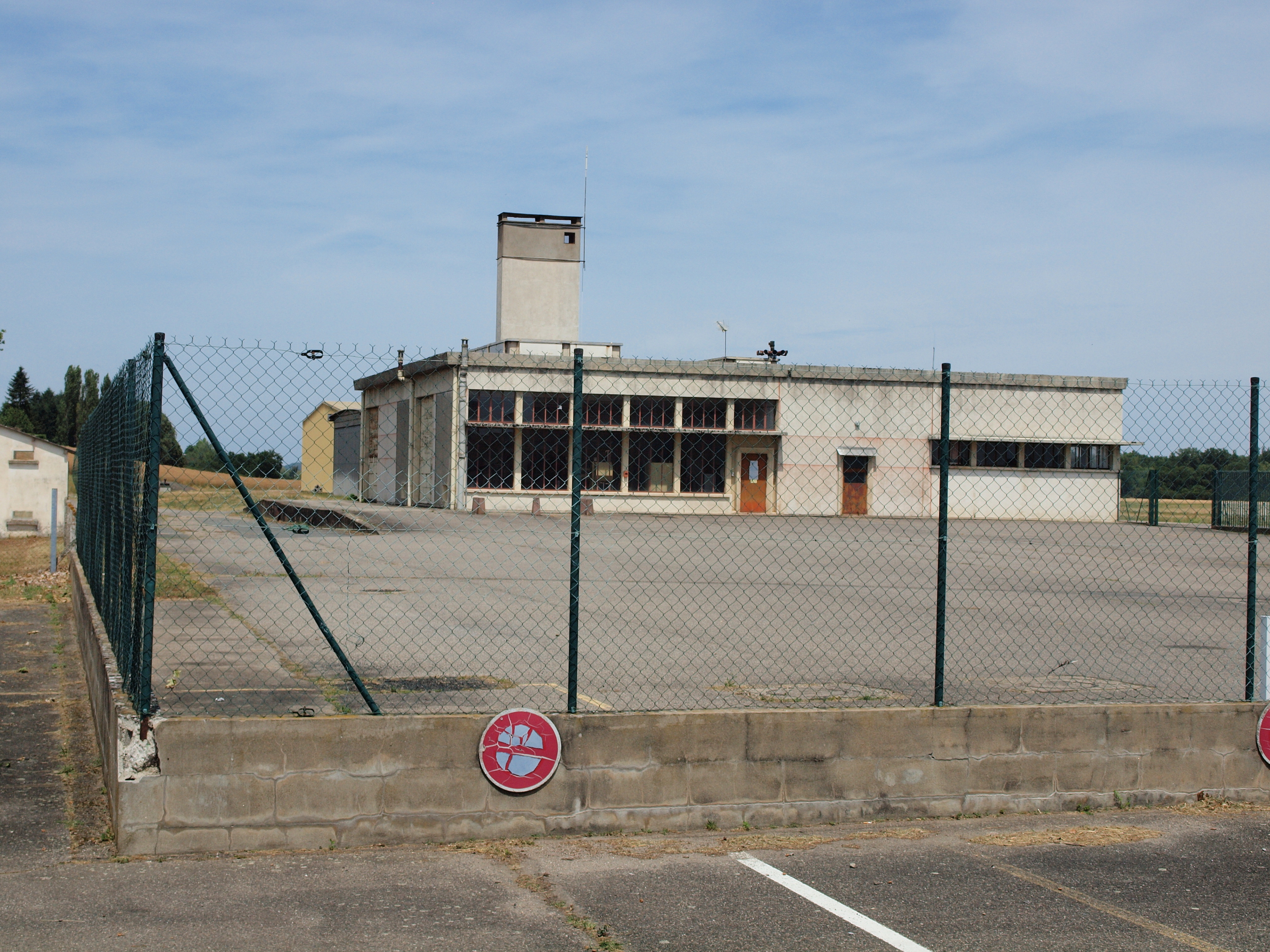
Bloc technique de l'aéroport de Vichy en 2019
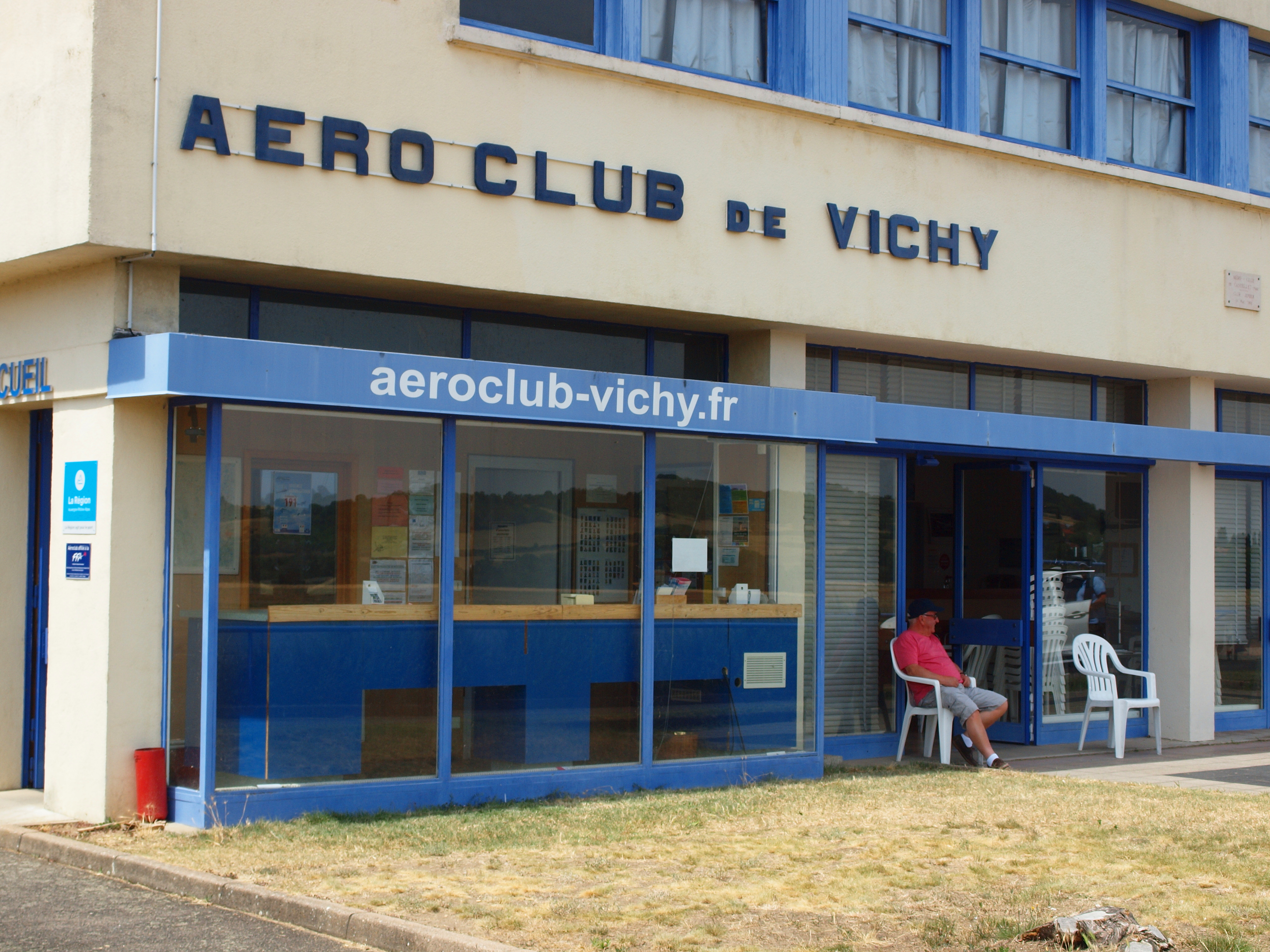
Aéroclub de Vichy Charmeil en 2019
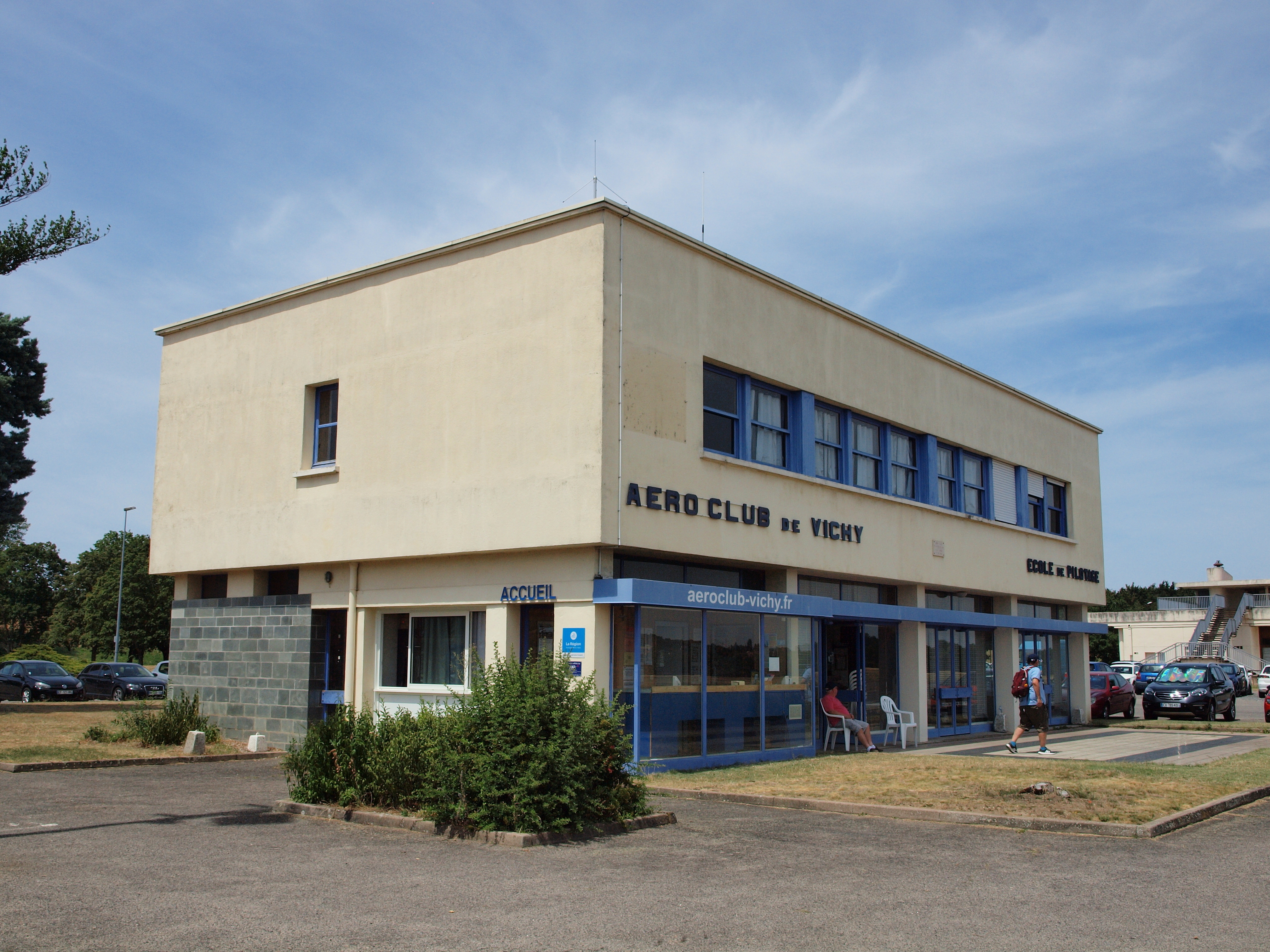
Aéroclub de Vichy Charmeil en 2019
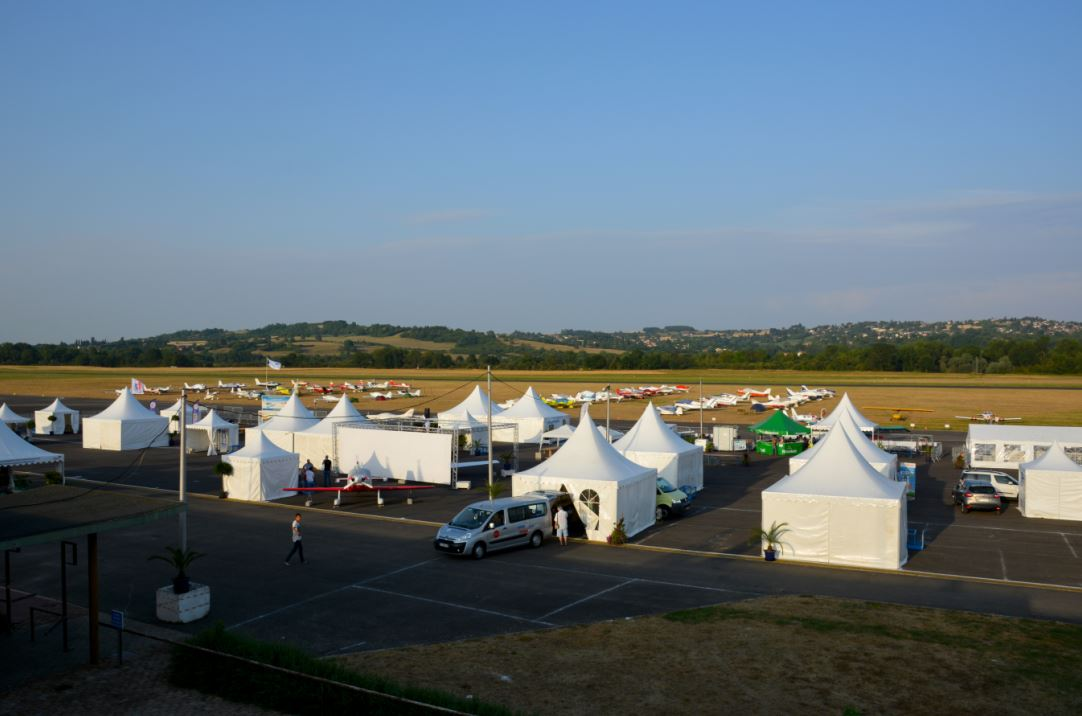
Rassemblement RSA sur le terrain de Vichy (collectionneurs d'aéronefs) en 2015

### Vues aériennes

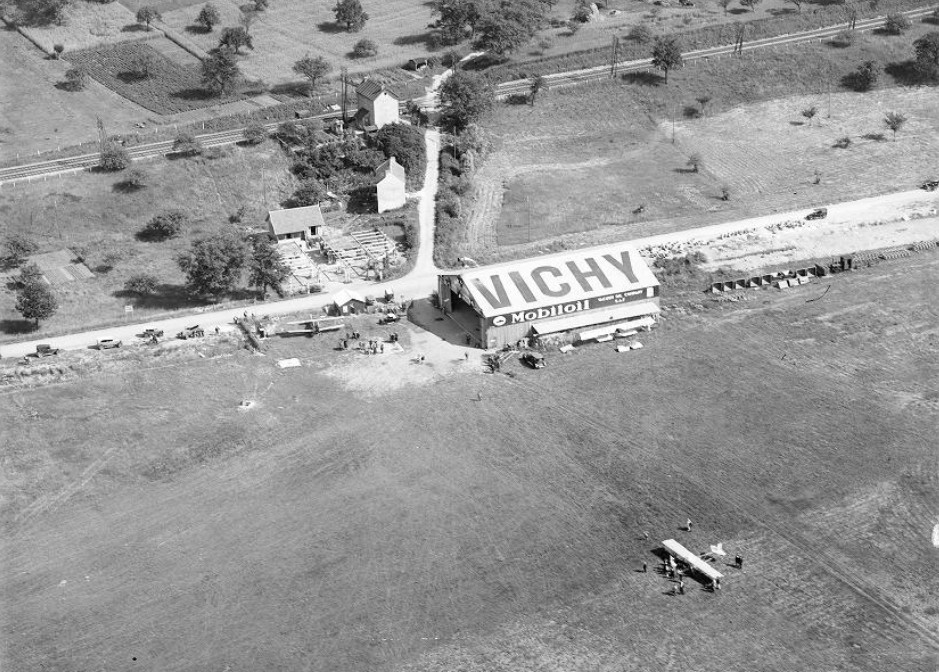
L'aéroport de Vichy-Rhue le 02 juillet 1933
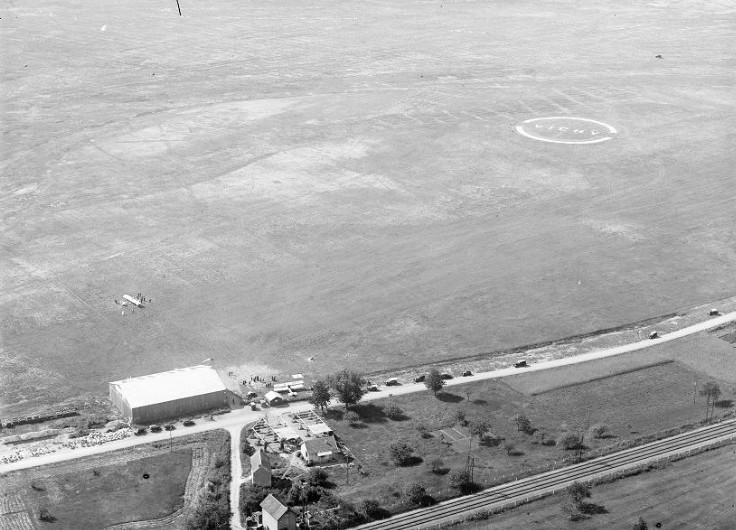
L'aéroport de Vichy-Rhue le 02 juillet 1933
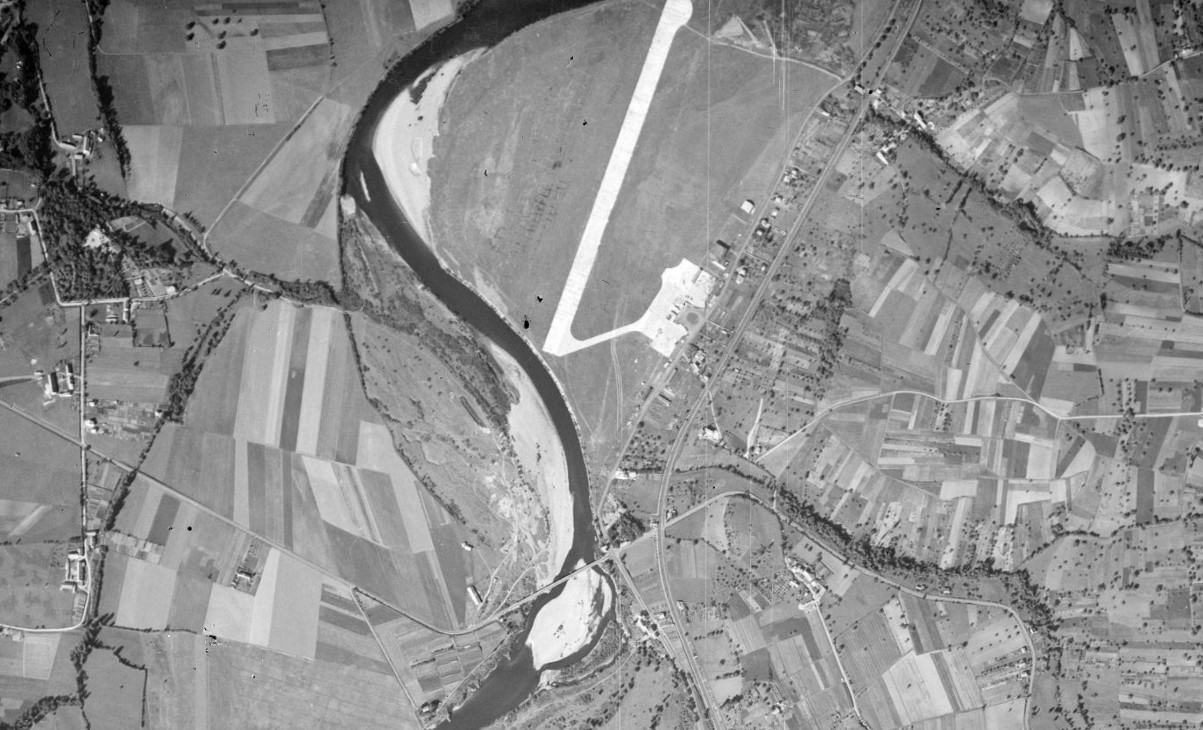
L'aéroport de Vichy-Rhue le 24 septembre 1946
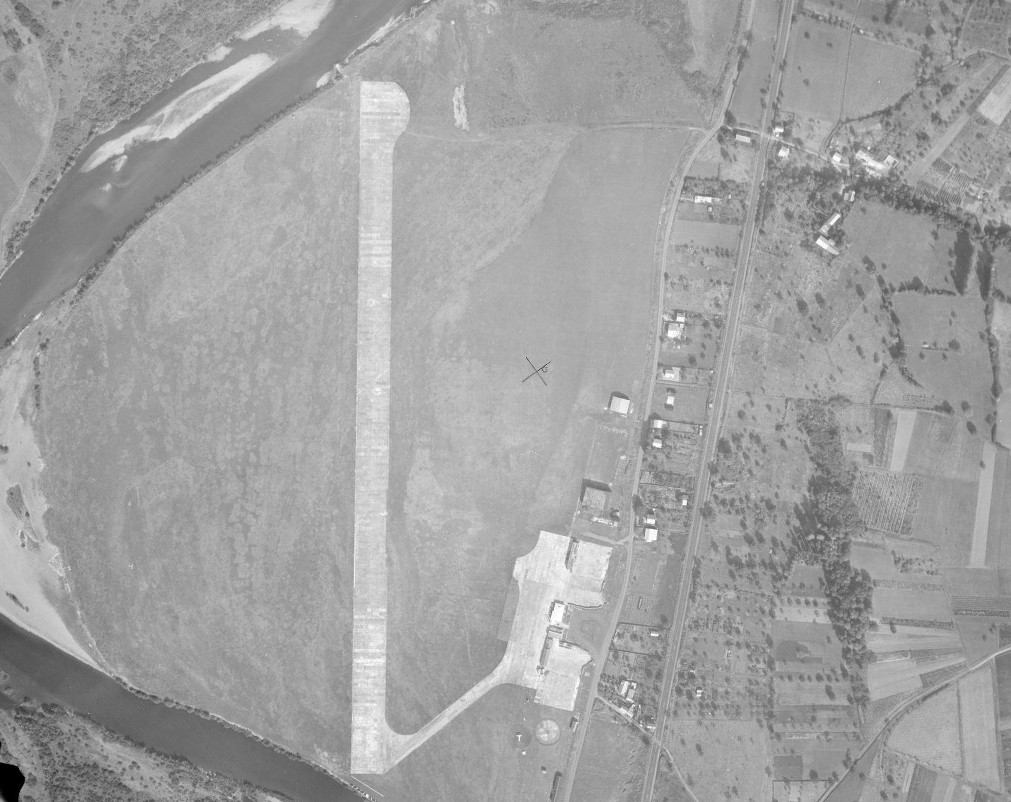
L'aéroport de Vichy-Rhue le 06 octobre 1953
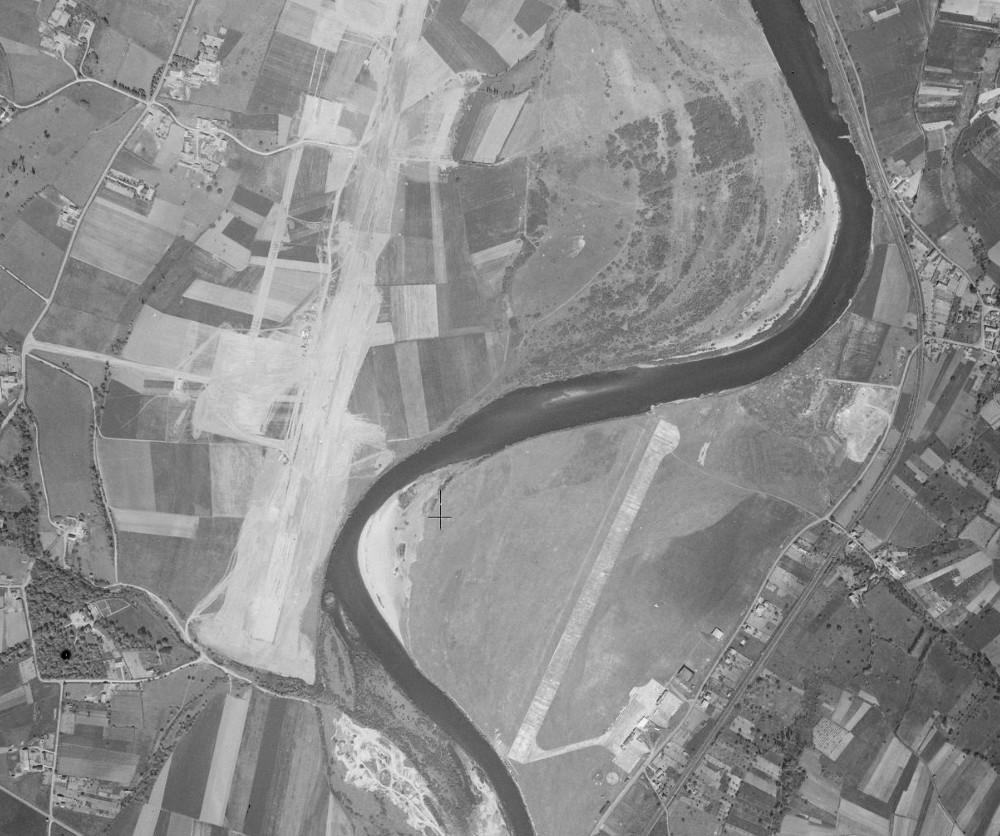
Les aéroports de Vichy-Charmeil en construction (à gauche) et Vichy-Rhue (à droite) le 09 mai 1954
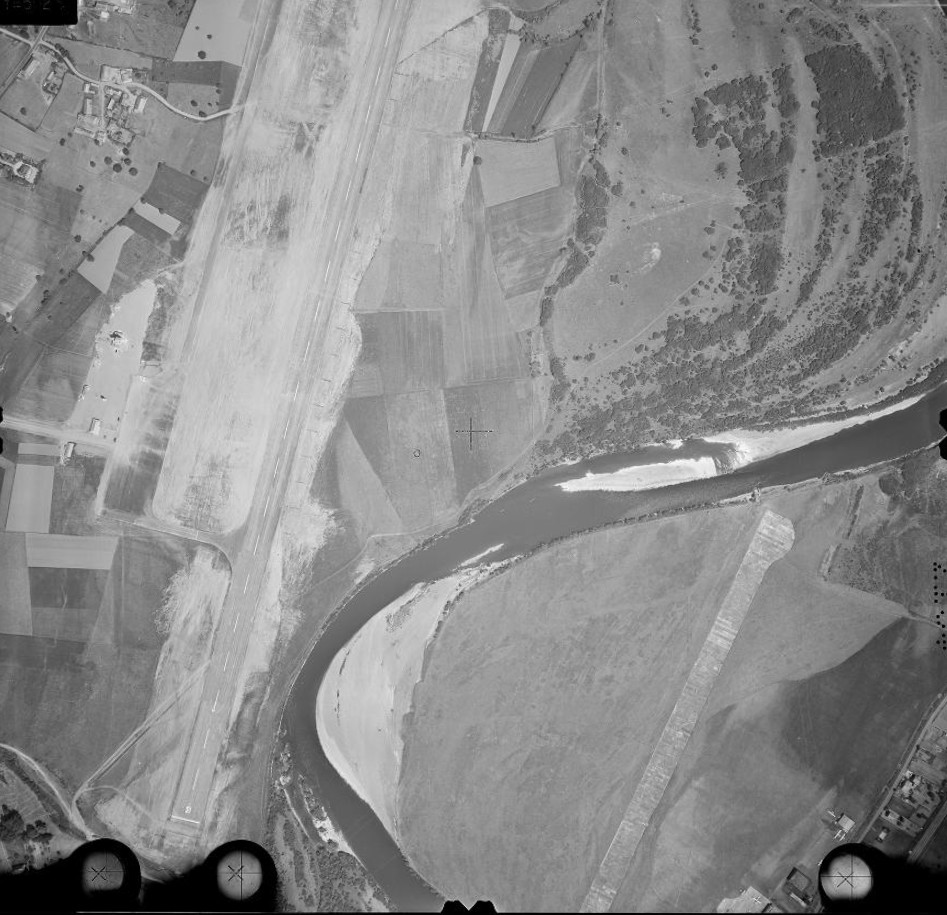
Les aéroports de Vichy-Charmeil (en construction) et Vichy-Rhue le 01 juin 1955
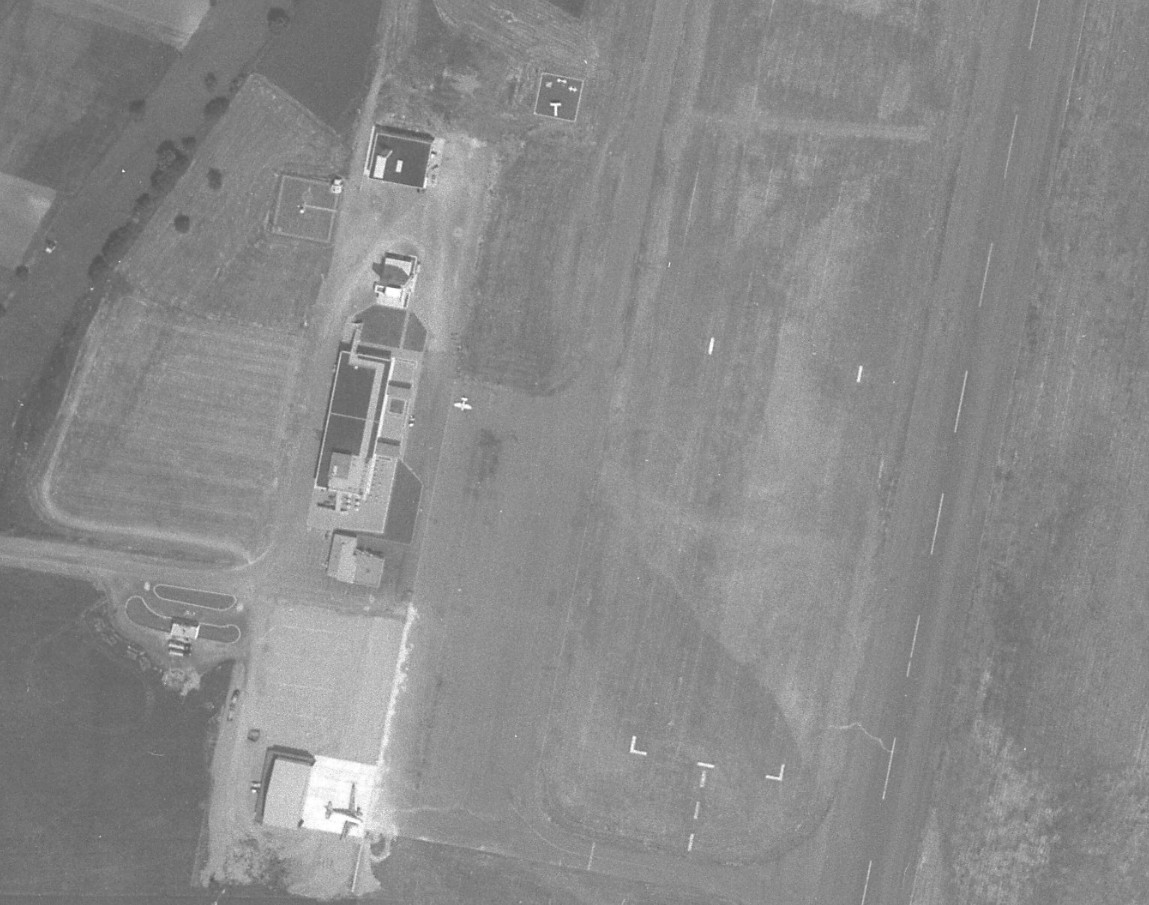
L'aéroport de Vichy-Charmeil en 1960
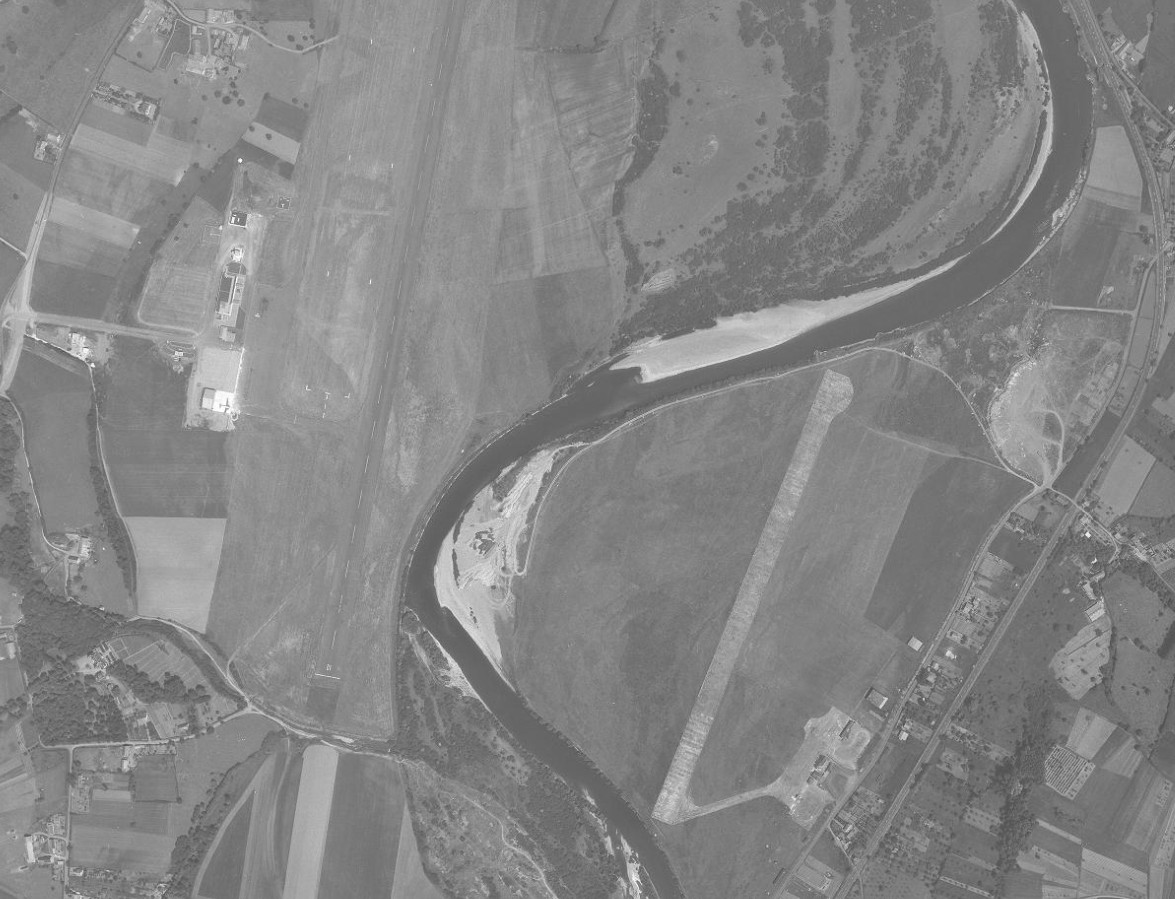
Les aéroports de Vichy-Charmeil et Vichy-Rhue en 1960
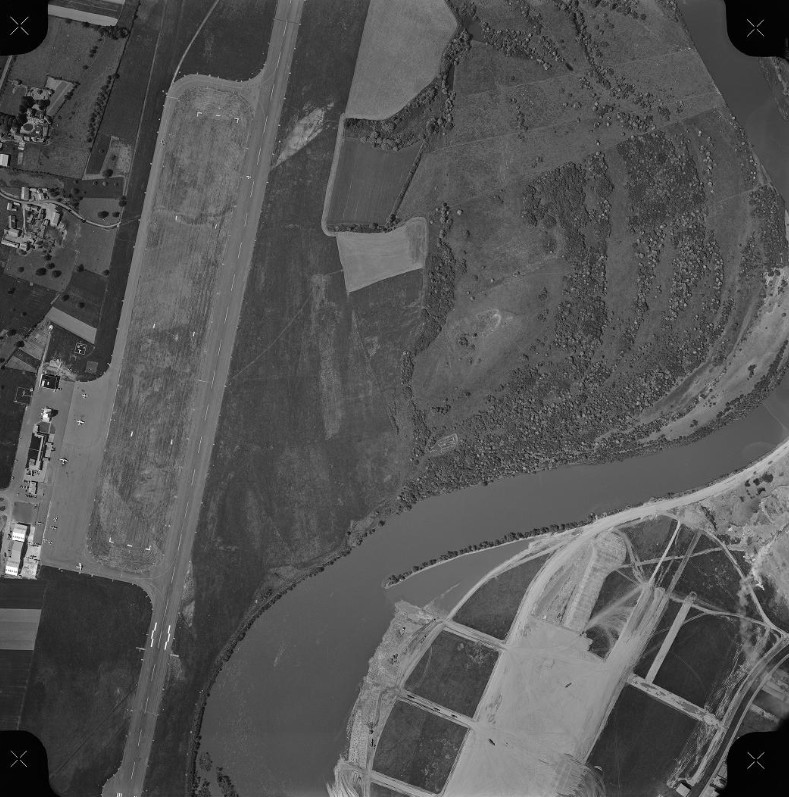
L'aéroport de Vichy-Charmeil le 01 mai 1965
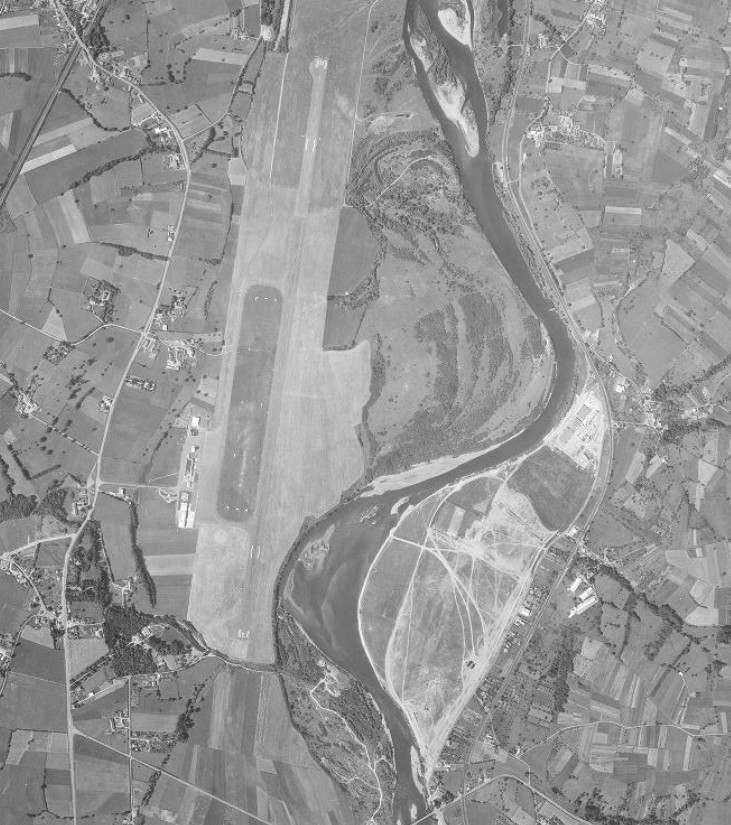
L'aéroport de Vichy-Charmeil le 30 juin 1968
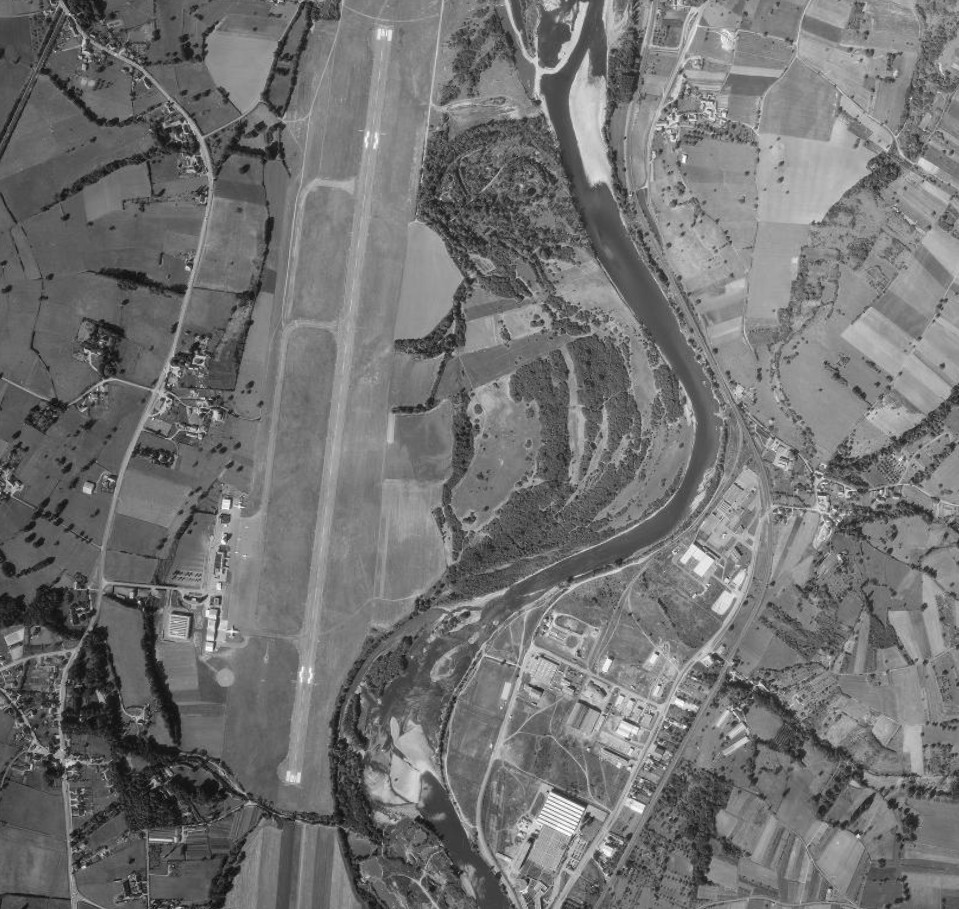
L'aéroport de Vichy-Charmeil le 16 septembre 1978
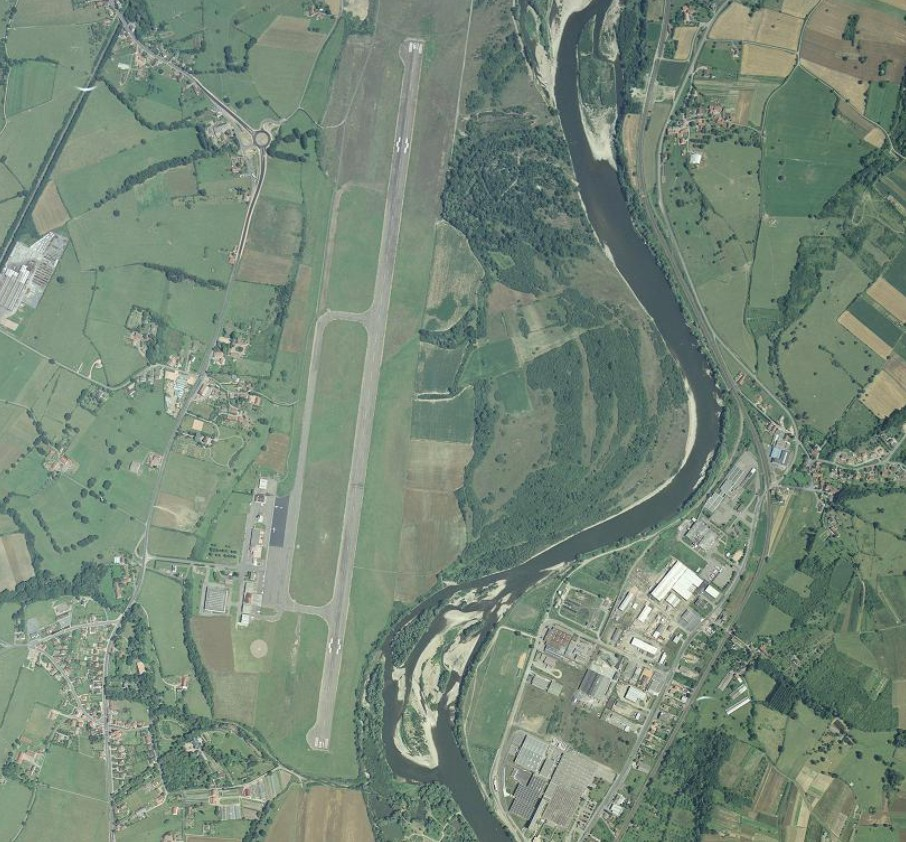
L'aéroport de Vichy-Charmeil le 16 juillet 1989
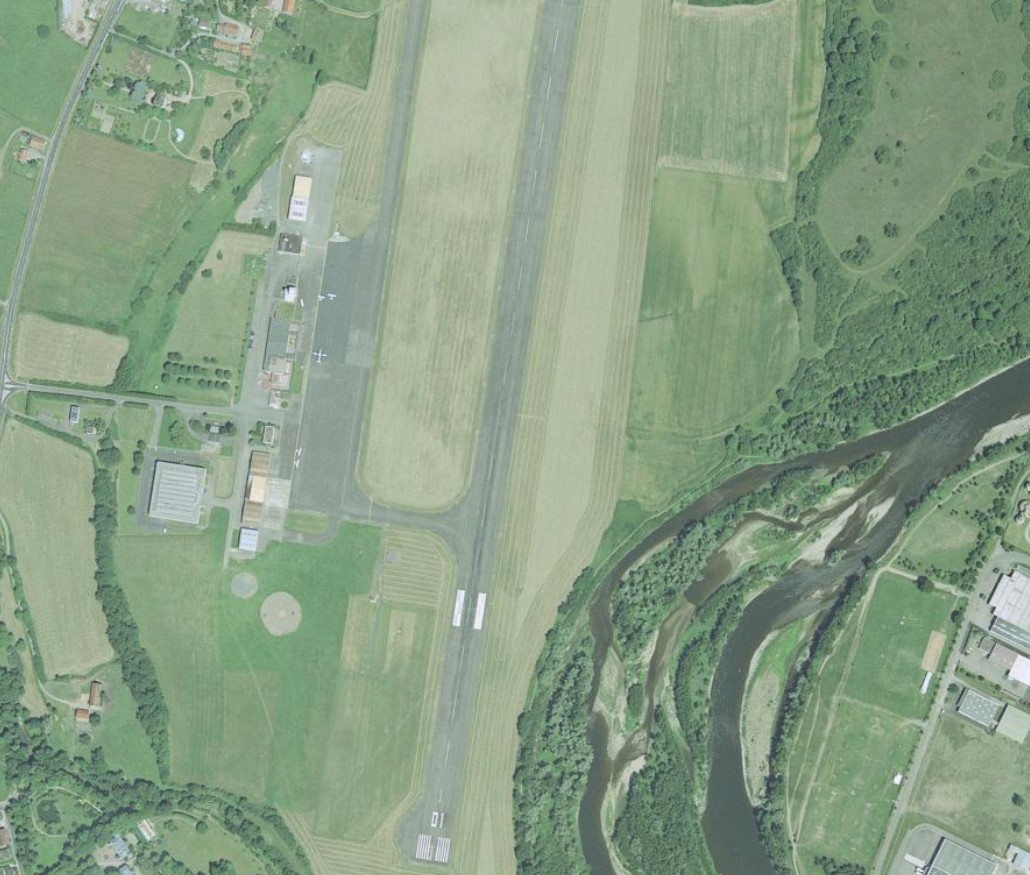
L'aéroport de Vichy-Charmeil le 20 juin 1998
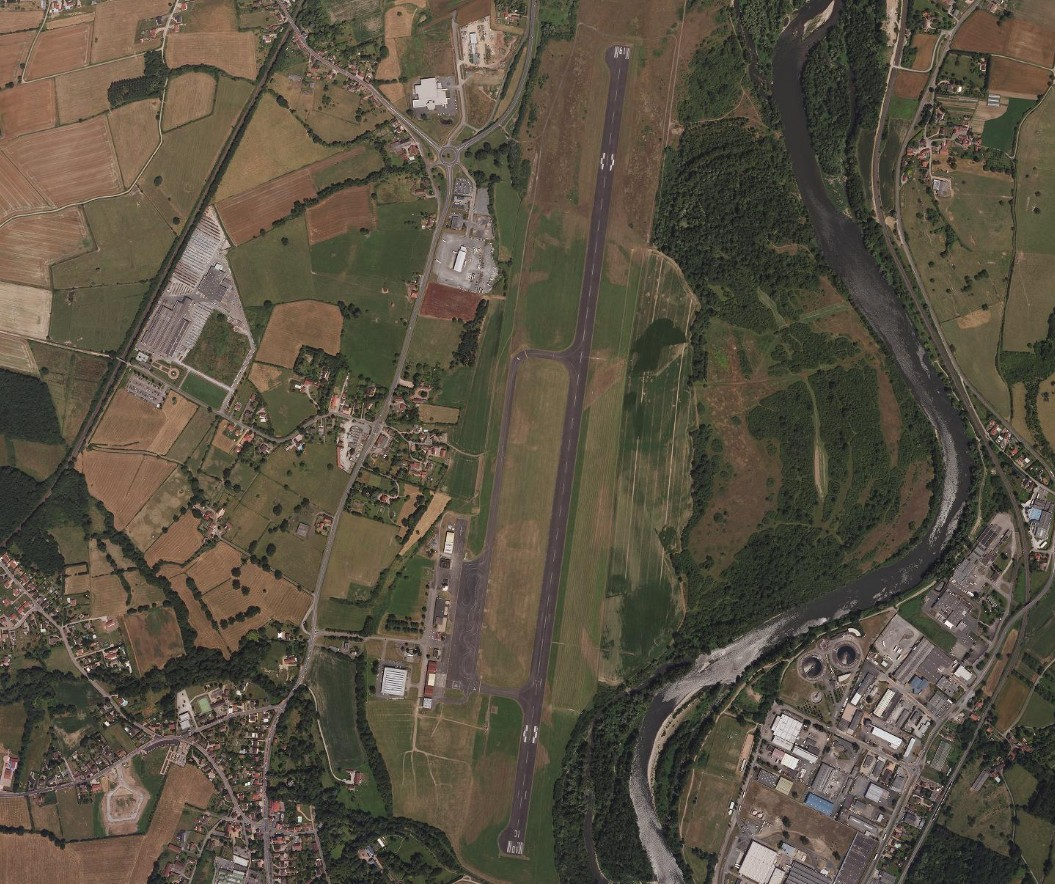
L'aéroport de Vichy-Charmeil le 12 juillet 2013

## Statistiques

### Passagers
| Année | Passagers |
| ----- | --------- |
| 2022  | 85        |
| 2021  | 244       |
| 2019  | 37        |
| 2018  | 47        |
| 2017  | NC        |
| 2016  | 201       |
| 2015  | 81        |
| 2014  | 51        |
| 2013  | 26        |
| 2012  | 79        |
| 2011  | 64        |
| 2010  | 16        |
| 2009  | 92        |
| 2008  | 221       |
| 2007  | 426       |
| 2006  | 271       |
| 2005  | NC        |
| 2004  | NC        |
| 2003  | 330       |
| 2002  | 904       |
| 2001  | 965       |
| 2000  | 1 645     |

### Trafic
| Mouvements sur l'aéroport  | 2006   | 2007   | 2008   | 2009   | 2010   | 2011   | 2012   | 2013   | 2014   | 2015   | 2016   | 2017   | 2018   | 2019   | 2021  |
| -------------------------- | ------ | ------ | ------ | ------ | ------ | ------ | ------ | ------ | ------ | ------ | ------ | ------ | ------ | ------ | ----- |
| mouvements commerciaux     | 62     | 90     | 48     | 24     | 8      | 15     | 24     | 11     | 15     | 30     | 12     | 14     | 14     | 28     | 113   |
| mouvements non commerciaux | 15 026 | 14 427 | 12 554 | 13 249 | 11 895 | 15 052 | 14 317 | 12 570 | 12 987 | 12 588 | 11 310 | 11 677 | 12 059 | 12 059 | 7 067 |
| > locaux                   | 11 341 | 9 804  | 8 918  | 9 582  | 9 966  | 11 152 | 10 542 | 8 632  | 7 958  | 9 294  | 8 298  | 9 246  | 10 090 | 10 090 | 1 867 |
| > voyages                  | 3 685  | 4 623  | 3 636  | 3 667  | 1 929  | 3 900  | 3 775  | 3 938  | 5 029  | 3 294  | 3 012  | 2 431  | 1 969  | 1 969  | 5 200 |
| TOTAL                      | 15 088 | 14 517 | 12 602 | 13 273 | 11 903 | 15 067 | 14 341 | 12 581 | 13 002 | 12 618 | 11 322 | 11 691 | 12 073 | 12 087 | 7 180 |